# Centra

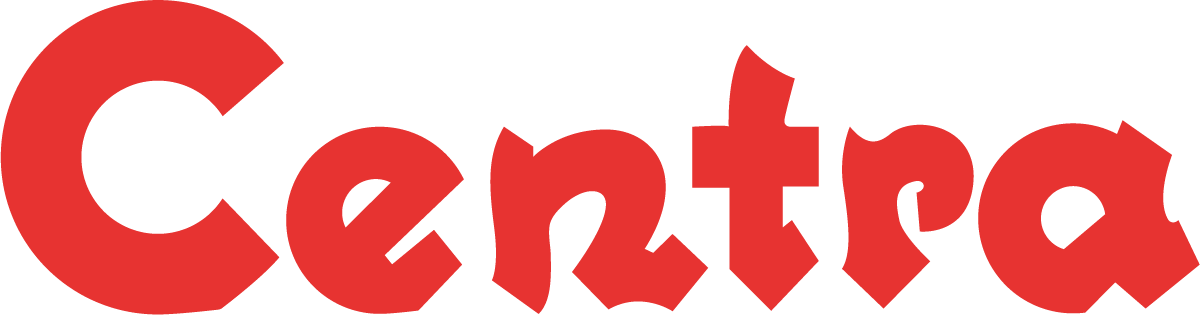
Logo marki z roku 1925

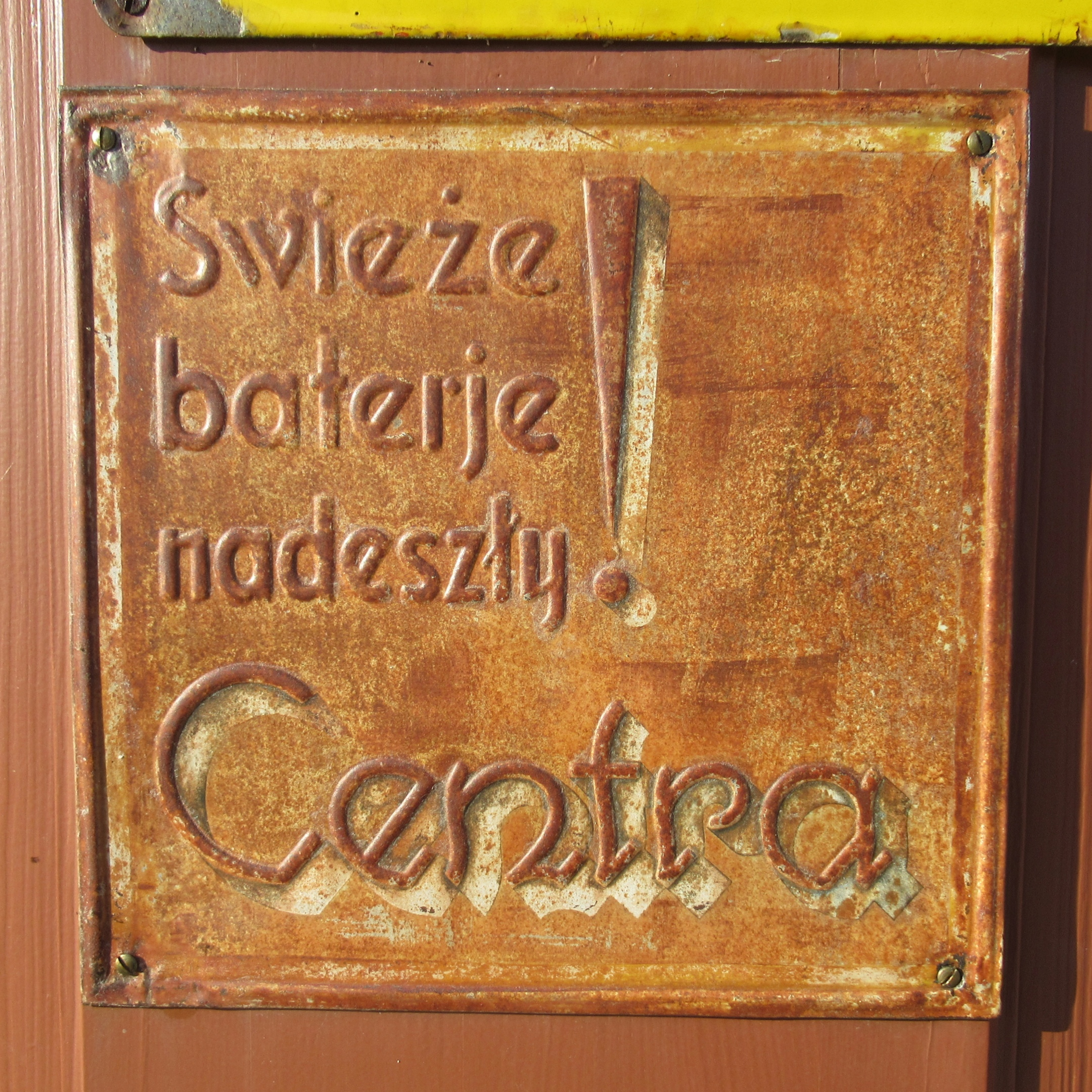
Przedwojenna reklama baterii „Centra”

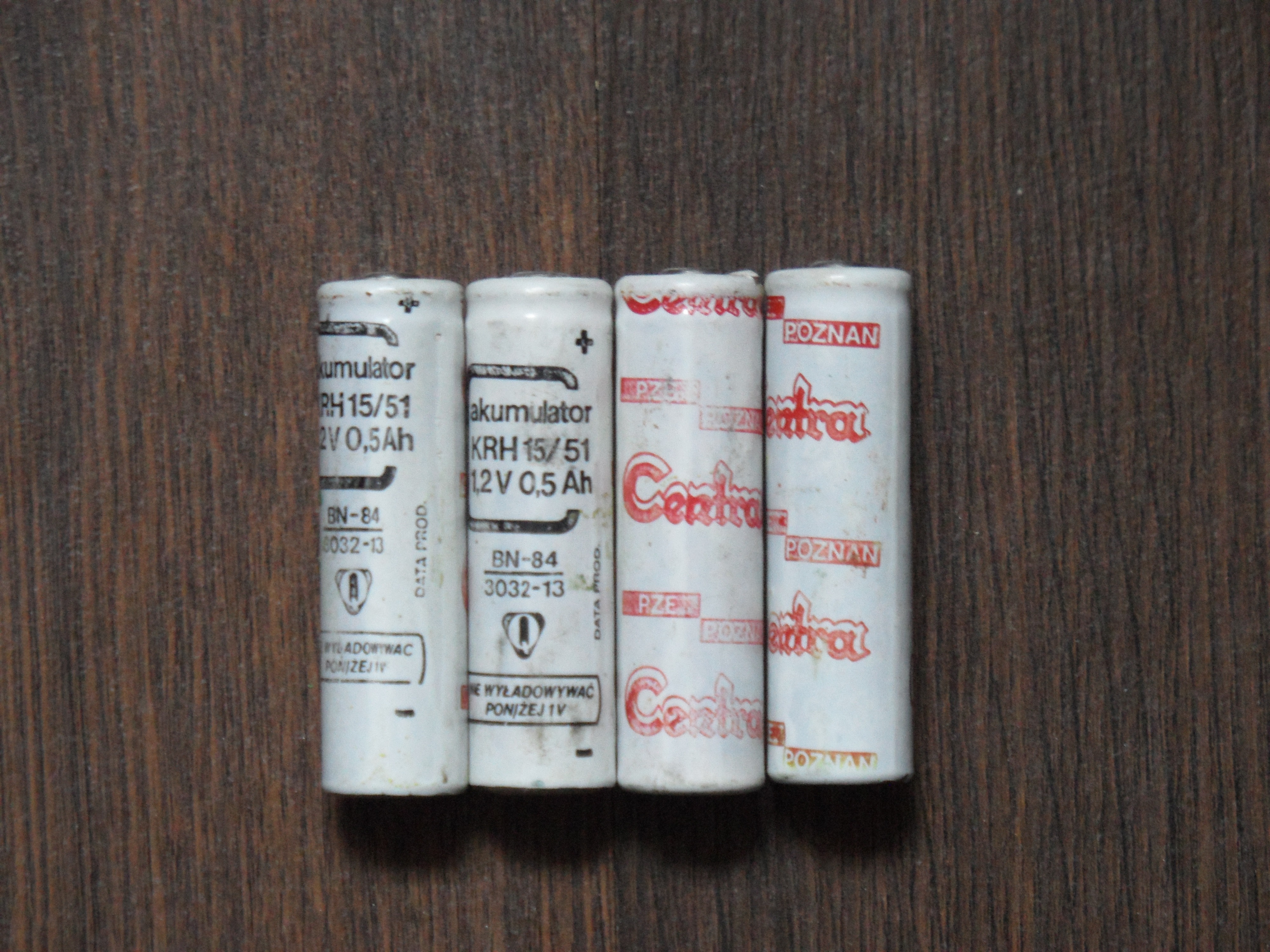
Akumulatorki niklowo-kadmowe 1,2 V, 500 mAh, lata 80. XX w.

Centra  – marka produktów należąca do Exide Technologies SA, producenta akumulatorów. W Polsce zakład produkcyjny oraz siedziba firmy znajdują się w Poznaniu.

## Opis
Po raz pierwszy wyroby pod marką „Centra” pojawiły się na rynku 1 czerwca 1925 roku. Jednak geneza powstania tej marki sięga roku 1910, kiedy to z inicjatywy berlińskiego przemysłowca, Polaka z pochodzenia, Andrzeja Kaczmarka otwarto w Berlinie małą fabrykę baterii. Krótko po odzyskaniu niepodległości przez Polskę, w styczniu 1919 roku, Andrzej Kaczmarek przeniósł ją do Poznania, gdzie do roku 1925 działała pod nazwą Pierwsza Poznańska Fabryka Elementów i Bateryj i wytwarzała wyroby pod tą marką.
W czasie II wojny światowej przedsiębiorstwo produkowało m.in. baterie do niemieckich rakiet V-1 i V-2.
1 lipca 1993 roku Zjednoczone Zakłady Elektrochemiczne „Centra” przekształcono w jednoosobową spółkę Skarbu Państwa Centra S.A. w Poznaniu. Z końcem września 1994 roku nastąpiło podpisanie umowy na sprzedaż 75% jej akcji Zachodnioeuropejskiemu Zgrupowaniu Producentów Akumulatorów (CEAC) z siedzibą w Paryżu.
W maju 1995 roku CEAC został kupiony przez amerykański koncern Exide Corporation. W 2008 roku spółka zmieniła nazwę na Exide Technologies SA.